# Djurgårdens IF herrfotboll 2003
Djurgårdens IF Fotboll, säsongen 2003. Deltog i följande mästerskap: Allsvenskan, Svenska cupen och kval till Champions League.

## Mästartrupp
| Nat                                             | Tränare     | Position             | Född       | I DIF sedan                                 | Kontrakt till | Kom från                           |
| ----------------------------------------------- | ----------- | -------------------- | ---------- | ------------------------------------------- | ------------- | ---------------------------------- |
| Sverige                                         | Sören Åkeby | Huvudtränare         | 1952-02-23 | 1999 (och 1991-1993 som juniortränare)      | 2003-12-31    | Östersunds FK                      |
| Socialistiska federativa republiken Jugoslavien | Zoran Lukic | Huvudtränare         | 1956-11-27 | 1999 (och 1993-1998 som juniortränare)      | 2005-12-31    | Djurgårdens IF (som juniortränare) |
| Sverige                                         | Stefan Rehn | Assisterande tränare | 1966-09-22 | 2000 (och 1984-1989)                        | 2004-12-31    | Djurgårdens IF (som spelare)       |
| Sverige                                         | Kjell Frisk | Målvaktstränare      | 1964-04-27 | 1999 (som tränare), 1990-1995 (som spelare) |               | Spårvägens IF (som spelare)        |

| Nr | Nat            | Spelare                                      | Position    | Född       | Längd  | Vikt  | I DIF sedan           | Kontrakt till | Kom från                | Moderklubb              |
| -- | -------------- | -------------------------------------------- | ----------- | ---------- | ------ | ----- | --------------------- | ------------- | ----------------------- | ----------------------- |
| 15 | Sverige        | Andreas Isaksson                             | Målvakt     | 1981-10-03 | 199 cm | 88 kg | 2001                  | 2004-12-31    | Juventus FC             | Östra Torps GIF         |
| 30 | Gambia         | Pa Dembo Touray                              | Målvakt     | 1980-03-31 | 198 cm | 98 kg | 2000                  | 2005-12-31    | Real de Banjul          | Real de Banjul          |
| 35 | Sverige        | Anders Alé                                   | Målvakt     | 1967-12-08 | 193 cm | 90 kg | 2002*                 | 2003-12-31    | Enköpings SK            | Fagersta Södra IK       |
| 2  | Sverige        | Patrik Eriksson-Ohlsson (utlånad)            | Back        | 1974-08-09 | 182 cm | 80 kg | 1999                  | 2004-12-31    | Västerås SK             | IFK Sundsvall           |
| 3  | Sverige        | Mikael Dorsin (assisterande kapten) (lämnat) | Back        | 1981-10-06 | 184 cm | 81 kg | 1998                  | 2006-12-31    | Djurgårdens IF Juniorer | IFK Lidingö FK          |
| 3  | Sverige        | Fredrik Stenman                              | Back        | 1983-06-02 | 188 cm | 83 kg | 2003*                 | 2006-12-31    | IF Elfsborg             | Munktorps BK            |
| 4  | Sverige        | Elias Storm                                  | Back        | 1979-07-19 | 190 cm | 87 kg | 2002                  | 2005-12-31    | Spårvägens FF           | Älvsjö AIK              |
| 5  | Sverige        | Richard Henriksson                           | Back        | 1982-10-05 | 191 cm | 87 kg | 1999                  | 2006-12-31    | Djurgårdens IF Juniorer | Djurgårdens IF          |
| 6  | Finland        | Toni Kuivasto                                | Back        | 1975-12-31 | 187 cm | 83 kg | 2003*                 | 2006-12-31    | Viking FK               | FC Ilves                |
| 12 | Sverige        | Markus Karlsson (lagkapten)                  | Back        | 1972-08-30 | 185 cm | 80 kg | 1996                  | 2005-12-31    | Rimbo IF                | BKV Norrtälje           |
| 18 | Sverige        | Niclas Rasck                                 | Back        | 1969-03-10 | 178 cm | 74 kg | 1999                  | 2004-12-31    | Örebro SK               | Ludvika FK              |
| 21 | Sverige        | Richard Spong                                | Back        | 1983-09-23 | 182 cm | 75 kg | 2003                  | 2005-12-31    | Coventry City FC        | IK Frej                 |
|    | Kongo-Kinshasa | Blaise Mbemba (utlånad)                      | Back        | 1983-10-03 | 172 cm | 73 kg | 2002                  |               | Kongo Kinshasa Star     | Kongo Kinshasa Star     |
| 6  | Sverige        | Magnus Pehrsson (lämnat)                     | Mittfältare | 1976-05-25 | 190 cm | 88 kg | 1999 (och 1994-1996)  | 2003-12-31    | IFK Göteborg            | IFK Lidingö             |
| 7  | Sverige        | Johan Arneng                                 | Mittfältare | 1979-06-14 | 175 cm | 74 kg | 2003                  | 2005-12-31    | Vålerenga IF            | IK Oddevold             |
| 10 | Sverige        | Andreas Johansson                            | Mittfältare | 1978-07-05 | 179 cm | 80 kg | 2000                  | 2004-12-31    | AIK FF                  | Melleruds IF            |
| 13 | Sverige        | Stefan Bergtoft                              | Mittfältare | 1979-03-24 | 179 cm | 72 kg | 2000                  | 2006-12-31    | Spånga IS               | Kälvesta IoF            |
| 16 | Sverige        | Kim Källström                                | Mittfältare | 1982-08-28 | 185 cm | 84 kg | 2002                  | 2006-12-31    | BK Häcken               | Partille IF             |
| 23 | Kongo-Kinshasa | Yannick Bapupa                               | Mittfältare | 1982-01-21 | 179 cm | 76 kg | 2002                  | 2004-12-31    | Kongo Kinshasa Star     | Kongo Kinshasa Star     |
| 8  | Sverige        | Christer Mattiasson (utlånad)                | Anfallare   | 1971-07-29 | 175 cm | 75 kg | 2001*                 | 2003-12-31    | Lillestrøm SK           | Mariedals IK            |
| 9  | Sverige        | Johan Elmander (lämnat)                      | Anfallare   | 1981-05-27 | 188 cm | 84 kg | 2002*                 | 2003-06-30    | Feyenoord               | Holmalunds IF           |
| 9  | Nederländerna  | Geert den Ouden                              | Anfallare   | 1976-07-24 | 192 cm | 88 kg | 2003*                 | 2005-12-31    | RBC Roosendaal          | NOC Rotterdam           |
| 11 | Finland        | Daniel Sjölund                               | Anfallare   | 1983-04-22 | 178 cm | 73 kg | 2003                  | 2003-12-31    | Liverpool FC            | IF Finströms Kamraterna |
| 14 | Sverige        | Babis Stefanidis                             | Anfallare   | 1981-03-08 | 180 cm | 71 kg | 2001*                 | 2004-12-31    | Iraklis FC              | IF Brommapojkarna       |
| 17 | Sverige        | Samuel Wowoah                                | Anfallare   | 1976-06-17 | 175 cm | 72 kg | 2002* (och 1999-2000) | 2005-12-31    | Halmstads BK            | Örebro SK               |
| 19 | Sverige        | Pär Cederqvist (utlånad)                     | Anfallare   | 1980-03-10 | 184 cm | 82 kg | 2003                  | 2005-12-31    | IFK Värnamo             | IFK Värnamo             |
| 20 | Sverige        | Jesper Blomqvist                             | Anfallare   | 1974-02-05 | 176 cm | 72 kg | 2003*                 | 2003-12-31    | Charlton Athletic FC    | Tavelsjö AIK            |
| 22 | Gambia         | Aziz Corr Nyang                              | Anfallare   | 1984-08-27 | 175 cm | 63 kg | 2002                  | 2005-12-31    | IFK Lidingö             | Ports Authority FC      |
| 24 | Kongo-Kinshasa | René Makondele                               | Anfallare   | 1982-04-20 | 175 cm | 72 kg | 2002                  | 2004-12-31    | Kongo Kinshasa Star     | Kongo Kinshasa Star     |
|    | Sverige        | Johan Wallinder (utlånad)                    | Anfallare   | 1975-08-19 | 185 cm | 85 kg | 2001                  | 2003-12-31    | Helsingborg IF          | Adolfsbergs IK          |
|    | Sverige        | Joel Riddez (utlånad)                        | Anfallare   | 1980-05-21 | 182 cm | 75 kg | 1999                  | 2003-12-31    | Spårvägens FF           | IF Brommapojkarna       |
|    | Sverige        | Pagguy Zunda (utlånad)                       | Anfallare   | 1983-05-23 | 181 cm | 71 kg | 2000                  | 2004-12-31    | Djurgårdens IF Juniorer | Djurgårdens IF          |

Nummer 1: från och med säsongen 2003 tilldelas nummer 1 lagets supportrar. 

## Allsvenskan
Den 10 januari sa tränare Zoran Lukic att Vi kommer att leda serien från start till mål i en uppmärksammad intervju med Aftonbladet, och i princip fick han rätt då Djurgården ledde serien efter 22 av 26 omgångar.
| Omgång | Datum        | Motståndare     | H/B | Resultat | Målskyttar | Varningar                                         | Domare            | TV      | Publik | Arena              | Position |
| ------ | ------------ | --------------- | --- | -------- | --- | ------------------------------------------------- | ----------------- | ------- | ------ | ------------------ | -------- |
| 1      | 8 april      | Öster           | B   | 4-0      | Källström 19' (straff), Rasck 27' (Källström), Wowoah 51', Elmander 88' (Makondele)                                           | Arneng 35', Källström 83'                         | Martin Ingvarsson | Canal + | 13 215 | Värendsvallen      | 1        |
| 2      | 14 april     | Halmstad        | H   | 2-0      | Källström 29' (frispark), Johansson 67' (Dorsin)                                                                              | Rasck 32', Arneng 48', Karlsson 72', Elmander 75' | Martin Ingvarsson | ?       | 13 023 | Stockholms Stadion | 1        |
| 3      | 21 april     | Elfsborg        | H   | 5-0      | Stefanidis 28' (Källström), Elmander 55' (Stefanidis), Dorsin 59' (Wowoah), Sjölund 68', (Elmander) Makondele 82' (Källström) |                                                   | Martin Hansson    | ?       | 12 537 | Stockholms Stadion | 1        |
| 4      | 26 april     | Örebro SK       | B   | 0-1      | | Elmander 12', Källström 35', Rasck 58'            | Keijo Hyvärinen   | ?       | 11 126 | Eyravallen         | 2        |
| 5      | 6 maj        | IFK Göteborg    | H   | 3-1      | Elmander 71' (Johansson), Källström 86' (Stefanidis), Makondele 90+4' (Stefanidis)                                            | Arneng 51', Karlsson 78'                          | Martin Ingvarsson | Canal + | 13 726 | Stockholms Stadion | 2        |
| 6      | 11 maj       | Enköping        | B   | 4-0      | Johansson (3) 3' (Stefanidis), 29' (Elmander), 30' (Elmander), Källström 62' (straff)                                         | Johansson 18', Eriksson-Ohlsson 72', Rasck 88'    | Lars Kratz        | ?       | 9 102  | Enavallen          | 1        |
| 7      | 18 maj       | GIF Sundsvall   | H   | 2-0      | Johansson 81' (Källström), Källström 90+2' (Johansson)                                                                        | Karlsson 45', Bergtoft 56'                        | Martin Hansson    | ?       | 13 114 | Råsunda            | 1        |
| 8      | 26 maj       | Helsingborgs IF | B   | 1-2      | Källström 58' | Henriksson 85'                                    | Peter Fröjdfeldt  | ?       | 12 899 | Olympia            | 2        |
| 9      | 2 juni       | AIK             | B   | 3-3      | Elmander (2) 47' (Wowoah), 72' (Johansson), Källström 69'                                                                     | Henriksson 31', Källström 76'                     | Martin Ingvarsson | Canal + | 35 197 | Råsunda            | 3        |
| 10     | 15 juni      | Landskrona      | B   | 2-1      | Johansson 33' (Stefanidis), Elmander 68'                                                                                      | Karlsson 14', Elmander 82'                        | Anders Frisk      | PPV     | 7 242  | Landskrona IP      | 1        |
| 11     | 23 juni      | Malmö FF        | H   | 0-2      | | Bergtoft 63'                                      | Miro Ulakovic     | ?       | 13 948 | Stockholms Stadion | 1        |
| 12     | 30 juni      | Hammarby        | H   | 3-0      | Källström (2) 27' (Elmander), 46' (Wowoah), Elmander 40' (Arneng)                                                             | Storm 11', Arneng 67'                             | Anders Frisk      | PPV     | 34 267 | Råsunda            | 1        |
| 13     | 9 juli       | Örgryte IS      | H   | 0-3      | | Eriksson-Ohlsson 19', Stefanidis 65'              | Lars Kratz        | ?       | 12 845 | Stockholms Stadion | 1        |
| 14     | 17 juli      | Örgryte IS      | B   | 3-0      | den Ouden 49' (Källström), Johansson 64' (Eriksson-Ohlsson), Arneng 84'                                                       |                                                   | Martin Ingvarsson | ?       | 25 281 | Ullevi             | 1        |
| 15     | 21 juli      | Örebro SK       | H   | 3-0      | den Ouden (2) 38', 46' (Makondele), Källström 53'                                                                             | Stenman 85'                                       | Håkan Jonasson    | PPV     | 13 136 | Stockholms Stadion | 1        |
| 16     | 2 augusti    | Elfsborg        | B   | 2-0      | den Ouden 17' (Johansson), Makondele 69' (den Ouden)                                                                          | Wowoah 29', den Ouden 53', Arneng 47', 75' (rött) | Martin Ingvarsson | ?       | 9 118  | Ryavallen          | 1        |
| 17     | 9 augusti    | Enköping        | H   | 3-2      | Stefanidis 35' (den Ouden), den Ouden 59' (Blomqvist), Källström 81' (Bapupa)                                                 | Bapupa 29'                                        | Keijo Hyvärinen   | ?       | 11 017 | Stockholms Stadion | 1        |
| 18     | 23 augusti   | Landskrona      | H   | 3-0      | Johansson 47' (Kuivasto), den Ouden (2) 61' (Stefanidis), 79' (Källström)                                                     | Stefanidis 64', Karlsson 70'                      | Peter Fröjdfeldt  | PPV     | 12 819 | Stockholms Stadion | 1        |
| 19     | 1 september  | AIK             | H   | 2-1      | den Ouden 41' (Stenman), Wowoah 83' (Johansson)                                                                               | Stenman 19', Bergtoft 56', Blomqvist 82'          | Martin Ingvarsson | ?       | 30 609 | Råsunda            | 1        |
| 20     | 16 september | Hammarby        | B   | 3-2      | Wowoah (2) 29' (Kuivasto), 32' (Sjölund), Sjölund 82' (Johansson)                                                             | Karlsson 46', Källström 27', 57' (rött)           | Anders Frisk      | Canal + | 35 611 | Råsunda            | 1        |
| 21     | 21 september | Malmö FF        | B   | 1-2      | Bapupa 81' (Johansson) | Karlsson 54', Arneng 54'                          | Peter Fröjdfeldt  | ?       | 26 812 | Malmö Stadion      | 1        |
| 22     | 24 september | IFK Göteborg    | B   | 0-1      | | Bergtoft 26'                                      | Leif Sundell      | ?       | 15 052 | Gamla Ullevi       | 1        |
| 23     | 28 september | Helsingborgs IF | H   | 1-0      | Kuivasto 66' (Källström) |                                                   | Leif Sundell      | PPV     | 13 815 | Stockholms Stadion | 1        |
| 24     | 6 oktober    | GIF Sundsvall   | B   | 4-1      | Källström 25' (straff), Arneng 44', den Ouden 65' (Stefanidis), Blomqvist 70' (Johansson)                                     | Källström 78', den Ouden 80'                      | Anders Frisk      | ?       | 7 675  | Norrporten Arena   | 1        |
| 25     | 19 oktober   | Halmstad        | B   | 3-2      | Johansson (2) 13' (nick) (Källström), 54' (nick) (Rasck), Källström 23'                                                       | Rasck 57', 69' (rött)                             | Peter Fröjdfeldt  | ?       | 10 134 | Örjans Vall        | 1        |
| 26     | 26 oktober   | Östers IF       | H   | 5-2      | Johansson (2) 54' (Källström), 69' (Sjölund), den Ouden 24', Sjölund 63' (Arneng), Källström 73' (den Ouden)                  | Kuivasto 18'                                      | Martin Hansson    | Canal + | 14 228 | Stockholms Stadion | 1        |

## Svenska cupen
| Omgång         | Datum      | Motståndare   | H/B | Resultat | Målskyttar                                                                        | TV      | Domare            | Publik | Arena              |
| -------------- | ---------- | ------------- | --- | -------- | --------------------------------------------------------------------------------- | ------- | ----------------- | ------ | ------------------ |
| 32-delsfinal   | 2 maj      | Oxelösunds IK | B   | 7-0      | Makondele (3) 24', 35', 82', Wowoah (2) 32', 50', Rasck 14', Sjölund 37'          | Nej     | Mattias Fällström | 2 672  | Ramdalens IP       |
| 16-delsfinal   | 29 maj     | Gefle IF      | B   | 6-0      | Johansson (2) 16', 34', Stefanidis 14', Arneng 17', Makondele 48', Cederqvist 68' | Nej     | Daniel Stålhammar | 1 810  | Domnarvsvallen     |
| Åttondelsfinal | 26 juni    | Malmö FF      | B   | 4-0      | Johansson 5', Källström 16' (straff), Arneng 45', Makondele 86'                   | Kanal 5 | Anders Frisk      | 6 069  | Malmö Stadion      |
| Kvartsfinal    | 2 oktober  | AIK           | H   | 2-1      | Bapupa 75', Bergtoft 99' (Golden goal)                                            | Kanal 5 | Martin Ingvarsson | 8 980  | Stockholms Stadion |
| Semifinal      | 16 oktober | Assyriska FF  | H   | 0-4      |                                                                                   | Kanal 5 | Åke Andreasson    | 3 381  | Stockholms Stadion |

## UEFA Champions League
Djurgården inledde kvalspelet i den andra av tre kvalomgångar. Hade Djurgården vunnit mot Partizan Belgrad hade en kvalmatch mot Newcastle United väntat.
| Omgång                 | Datum          | Motståndare      | H/B | Resultat | Målskyttar                | Varningar | TV       | Domare          | Publik | Arena            |
| ---------------------- | -------------- | ---------------- | --- | -------- | ------------------------- | --------- | -------- | --------------- | ------ | ---------------- |
| Kvalomgång 2 match 1/2 | 30 juli 2003   | Partizan Belgrad | B   | 1-1      | Makondele 72'             | Rasck 44' | TV4 Plus | Attila Hanacsek | 25 000 | Partizan Stadium |
| Kvalomgång 2 match 2/2 | 6 augusti 2003 | Partizan Belgrad | H   | 2-2*     | Johansson 10', Wowoah 77' | Rasck 29' | Kanal 5  | Yuri Baskakov   | 28 287 | Råsunda          |

- Partizan Belgrad vidare med fler gjorda bortamål.

## Träningsmatcher

### Nackas minne
| Omgång    | Datum            | Klockan | Motståndare | H/B | Resultat | Målskyttar                                   | Publik | Arena  |
| --------- | ---------------- | ------- | ----------- | --- | -------- | -------------------------------------------- | ------ | ------ |
| Gruppspel | Onsdag 7 januari | 19:25   | Bröndby IF  | H   | 5-5      | Källström (2), Makondele, Henriksson, Wowoah | 11 342 | Globen |
| Gruppspel | Onsdag 7 januari | 20:15   | Molde FK    | H   | 3-4      | Wowoah (2), Johansson                        | 11 342 | Globen |

| Datum              | Motståndare        | H/B | Resultat        | Målskyttar                                               | Publik | Arena                        |
| ------------------ | ------------------ | --- | --------------- | -------------------------------------------------------- | ------ | ---------------------------- |
| Söndag 16 februari | Green Town         | B   | 3-0             | Sjölund, Cederqvist, Corr Nyang                          |        | Huanglong Stadium, Huangzhou |
| Söndag 23 februari | Guangzhou Xiangxue | B   | 2-0             | Corr Nyang 14', Sjölund 60'                              |        | Guangdong Stadium, Guangzhou |
| Tisdag 25 februari | Hongta Club        | B   | 1-1 (5-6 e str) | Johansson                                                | 5 000  | Yuxi Stadium, Kunming        |
| Tisdag 4 mars      | FC Café Opera      | H   | 1-2             | Sjölund 75'                                              | 2 000  | Graningevallen               |
| Söndag 9 mars      | IF Brommapojkarna  | H   | 3-1             | Eriksson-Ohlsson 27', Johansson 39', Wowoah 63' (straff) | 2 500  | Graningevallen               |
| Onsdag 12 mars     | Västerås SK        | H   | 3-1             | Källström (straff) 55, Makondele 73', Corr Nyang 83'     | 1 500  | Graningevallen               |
| Tisdag 18 mars     | FC Utrecht         | B   | 1-2             | Eriksson-Ohlsson 8'                                      |        | Delden                       |
| Fredag 21 mars     | GIF Sundsvall      | B   | 1-3             | Bapupa 23'                                               |        | Delden                       |
| Måndag 24 mars     | Rosenborg BK       | B   | 0-1             |                                                          | 100    | Delden                       |
| Tisdag 1 april     | MyPa               | H   | 0-4             |                                                          |        | Graningevallen               |
| Torsdag 24 juli    | West Ham United    | H   | 0-0             |                                                          | 7 000  | Norrtälje Sportcentrum       |
| Tisdag 14 oktober  | AFC Ajax           | H   | 0-5             |                                                          |        | Stockholms Stadion           |

## Statistik
| Spelare                 | Allsvenskan | Allsvenskan | Allsvenskan | Allsvenskan | Svenska cupen | Svenska cupen | Svenska cupen | Svenska cupen | Europaspel | Europaspel | Europaspel | Europaspel | Totalt | Totalt | Totalt | Totalt |
| Spelare                 | Ma          | Må          | As          | Po          | Ma            | Må            | As            | Po            | Ma         | Må         | As         | Po         | Ma     | Må     | As     | Po     |
| ----------------------- | ----------- | ----------- | ----------- | ----------- | ------------- | ------------- | ------------- | ------------- | ---------- | ---------- | ---------- | ---------- | ------ | ------ | ------ | ------ |
| Andreas Johansson       | 26          | 12          | 8           | 20          | 4             | 3             | 0             | 3             | 2          | 1          | 0          | 1          | 32     | 16     | 8      | 24     |
| Kim Källström           | 24          | 14          | 9           | 23          | 3             | 1             | 0             | 1             | 2          | 0          | 0          | 0          | 29     | 15     | 9      | 24     |
| Geert den Ouden         | 10          | 10          | 3           | 13          | 1             | 0             | 0             | 0             | 2          | 0          | 1          | 1          | 13     | 10     | 4      | 14     |
| René Makondele          | 24          | 3           | 2           | 5           | 5             | 5             | 0             | 5             | 2          | 1          | 0          | 1          | 31     | 9      | 2      | 11     |
| Johan Elmander          | 11          | 7           | 4           | 11          | 2             | 0             | 0             | 0             | 0          | 0          | 0          | 0          | 13     | 7      | 4      | 11     |
| Samuel Wowoah           | 19          | 4           | 3           | 7           | 5             | 2             | 0             | 2             | 2          | 1          | 0          | 1          | 26     | 7      | 3      | 10     |
| Babis Stefanidis        | 20          | 2           | 7           | 9           | 4             | 1             | 0             | 1             | 1          | 0          | 0          | 0          | 25     | 3      | 7      | 10     |
| Daniel Sjölund          | 19          | 3           | 2           | 5           | 3             | 1             | 0             | 1             | 1          | 0          | 0          | 0          | 23     | 4      | 2      | 6      |
| Johan Arneng            | 23          | 2           | 2           | 4           | 5             | 2             | 0             | 2             | 2          | 0          | 0          | 0          | 30     | 4      | 2      | 6      |
| Yannick Ngabu Bapupa    | 11          | 1           | 1           | 2           | 2             | 1             | 0             | 1             | 1          | 0          | 0          | 0          | 14     | 2      | 1      | 3      |
| Niclas Rasck            | 24          | 1           | 1           | 2           | 3             | 1             | 0             | 1             | 2          | 0          | 0          | 0          | 29     | 2      | 1      | 3      |
| Toni Kuivasto           | 13          | 1           | 2           | 3           | 2             | 0             | 0             | 0             | 2          | 0          | 0          | 0          | 17     | 1      | 2      | 3      |
| Jesper Blomqvist        | 9           | 1           | 1           | 2           | 0             | 0             | 0             | 0             | 1          | 0          | 0          | 0          | 10     | 1      | 1      | 2      |
| Mikael Dorsin           | 12          | 1           | 1           | 2           | 1             | 0             | 0             | 0             | 0          | 0          | 0          | 0          | 13     | 1      | 1      | 2      |
| Pär Cederqvist          | 5           | 0           | 0           | 0           | 1             | 1             | 0             | 1             | 0          | 0          | 0          | 0          | 6      | 1      | 0      | 1      |
| Stefan Bergtoft         | 16          | 0           | 0           | 0           | 4             | 1             | 0             | 1             | 1          | 0          | 0          | 0          | 21     | 1      | 0      | 1      |
| Patrik Eriksson-Ohlsson | 10          | 0           | 1           | 1           | 1             | 0             | 0             | 0             | 0          | 0          | 0          | 0          | 11     | 0      | 1      | 1      |
| Fredrik Stenman         | 11          | 0           | 1           | 1           | 2             | 0             | 0             | 0             | 2          | 0          | 0          | 0          | 15     | 0      | 1      | 1      |
| Andreas Isaksson        | 26          | 0           | 0           | 0           | 2             | 0             | 0             | 0             | 2          | 0          | 0          | 0          | 30     | 0      | 0      | 0      |
| Markus Karlsson         | 23          | 0           | 0           | 0           | 4             | 0             | 0             | 0             | 2          | 0          | 0          | 0          | 29     | 0      | 0      | 0      |
| Richard Henriksson      | 8           | 0           | 0           | 0           | 4             | 0             | 0             | 0             | 0          | 0          | 0          | 0          | 12     | 0      | 0      | 0      |
| Aziz Corr Nyang         | 5           | 0           | 0           | 0           | 2             | 0             | 0             | 0             | 1          | 0          | 0          | 0          | 8      | 0      | 0      | 0      |
| Elias Storm             | 3           | 0           | 0           | 0           | 2             | 0             | 0             | 0             | 0          | 0          | 0          | 0          | 5      | 0      | 0      | 0      |
| Richard Spong           | 2           | 0           | 0           | 0           | 3             | 0             | 0             | 0             | 0          | 0          | 0          | 0          | 5      | 0      | 0      | 0      |
| Pa Dembo Touray         | 0           | 0           | 0           | 0           | 3             | 0             | 0             | 0             | 0          | 0          | 0          | 0          | 3      | 0      | 0      | 0      |

## Truppförändringar
Efter säsongen 2002 och inför/under säsongen 2003:

### Spelare in
| Datum            | Nr | Namn             | Från              | Position    | Kommentar                                   | Länk   |
| ---------------- | -- | ---------------- | ----------------- | ----------- | ------------------------------------------- | ------ |
| 29 december 2002 | 11 | Daniel Sjölund   | Liverpool FC      | Anfallare   | Lån tom 31 december 2003 med köpoption.     | dif.se |
| 30 december 2002 |    | Kenneth Storvik  | Rosenborg BK      | Mittfältare | 2-årskontrakt (tom 31 december 2004)        | dif.se |
| 6 januari 2003   | 19 | Pär Cederqvist   | IFK Värnamo       | Anfallare   | Köp, 3-årskontrakt (tom 31 december 2005)   | dif.se |
| 11 februari 2003 | 7  | Johan Arneng     | Vålerenga IF      | Mittfältare | Köp, 3-årskontrakt (tom 31 december 2005)   | dif.se |
| 13 februari 2003 | 21 | Rickard Spong    | Coventry City FC  | Back        | Köp, 3-årskontrakt (tom 31 december 2005)   | dif.se |
| 2 juli 2003      | 6  | Toni Kuivasto    | Viking FK         | Back        | Köp, 3,5-årskontrakt (tom 31 december 2006) | dif.se |
| 8 juli 2003      | 9  | Geert den Ouden  | RBC Roosendaal    | Anfallare   | Köp, 2,5-årskontrakt (tom 31 december 2005) | dif.se |
| 9 juli 2003      | 20 | Jesper Blomqvist | Charlton Athletic | Mittfältare | Kontrakt året ut (tom 31 december 2003)     | dif.se |
| 10 juli 2003     | 3  | Fredrik Stenman  | IF Elfsborg       | Back        | Köp, 3,5-årskontrakt (tom 31 december 2006) | dif.se |
| 29 juli 2003     | 35 | Anders Alé       | Free agent        | Målvakt     | Återvände under hösten på okänt avtal.      | dn.se  |

### Spelare ut
| Datum            | Nr | Namn                    | Till                 | Position    | Kommentar                                                      | Länk            |
| ---------------- | -- | ----------------------- | -------------------- | ----------- | -------------------------------------------------------------- | --------------- |
| Hösten 2002      | 16 | Jörgen Sundström        | IK Brage             | Anfallare   | Försäljning okänt datum.                                       | dn.se           |
| 20 november 2002 | 35 | Anders Alé              | Klubb ej klar        | Målvakt     | Kontraktet gick ut och förlängdes ej. Återvände hösten 2003    | dn.se           |
| 24 november 2002 | 20 | Stefan Rehn             | Slutar spela fotboll | Mittfältare | Som tidigare avtalat fortsätter kontraktet gälla som tränare   | dif.se          |
| 8 december 2002  | 21 | Louay Chanko            | Malmö FF             | Anfallare   | Såldes och skrev på ett 4-årskontrakt med nya klubben.         | dif.se          |
| 12 december 2002 | 9  | Stefan Bärlin           | Västerås SK          | Anfallare   | Försäljning, skriver på ett 3-årskontrakt med nya klubben.     | dif.se          |
| 12 januari 2003  |    | Kenneth Storvik         | SK Brann             | Mittfältare | Bröt kontraktet och skrev istället på för Brann.               | dif.se          |
| 23 januari 2003  | 11 | Johan Wallinder         | Enköpings SK         | Anfallare   | Lånas ut tom 31 december 2003.                                 | dif.se          |
| 29 januari 2003  |    | Ndiwa Lord              | Bolton Wanderers FC  | Back        | Försäljning                                                    | dif.se          |
| 13 februari 2003 |    | Jesper Johansson        | IK Brage             | Mittfältare | Försäljning, skriver på ett 2-årskontrakt med nya klubben.     | dif.se          |
| 13 februari 2003 |    | Paggy Zunda             | Assyriska FF         | Anfallare   | Lånas ut tom 31 december 2003.                                 | dif.se          |
| 13 februari 2003 |    | Joel Riddez             | Assyriska FF         | Anfallare   | Lånas ut tom 31 december 2003.                                 | dif.se          |
| 13 februari 2003 |    | Nils Andén              | Väsby IK             | Back        | Lånas ut tom 31 december 2003 (bröts i förtid).                | dif.se          |
| 6 mars 2003      | 6  | Magnus Pehrsson         | Slutar spela fotboll | Mittfältare | Lägger av som spelare och börjar gå en utbildning som tränare. | dif.se & dif.se |
| 24 juni 2003     | 3  | Mikael Dorsin           | RC Strasbourg Alsace | Back        | Försäljning, 3-årskontrakt med nya klubben.                    | dif.se          |
| 24 juni 2003     | 9  | Johan Elmander          | Feyenoord            | Anfallare   | Återvänder till Feyenoord 1 juli 2003 när lånet går ut         | dif.se          |
| 13 augusti 2003  | 2  | Patrik Eriksson-Ohlsson | GIF Sundsvall        | Back        | Lånas ut tom 31 december 2003 med köpoption.                   | dif.se          |
| 15 augusti 2003  | 8  | Christer Mattiasson     | IF Brommapojkarna    | Anfallare   | Lånas ut tom 31 december 2003.                                 | dn.se           |
| 25 augusti 2003  |    | Nils Andén              | Täby IS              | Back        | Lånet med Väsby bryts, lånas ut på nytt tom 31 december 2003.  | dif.se          |

### Förlängda kontrakt
| Datum            | Nr | Namn               | Position    | Kommentar                            | Länk   |
| ---------------- | -- | ------------------ | ----------- | ------------------------------------ | ------ |
| 5 december 2002  |    | Zoran Lukic        | Tränare     | 3-årskontrakt (tom 31 december 2005) | dif.se |
| 13 april 2003    | 3  | Mikael Dorsin      | Back        | 3-årskontrakt (tom 31 december 2006) | dif.se |
| 13 april 2003    | 5  | Richard Henriksson | Back        | 3-årskontrakt (tom 31 december 2006) | dif.se |
| Okänt datum 2003 | 13 | Stefan Bergtoft    | Mittfältare | 3-årskontrakt (tom 31 december 2006) | dn.se  |

## Klubben

### Ledarstab
- Fystränare: Inge Johansson

### Spelartröjor
- Tillverkare: Adidas
- Huvudsponsor: Kaffeknappen, i Europaspel Ica
- Hemmatröja: Blårandigt
- Bortatröja: Rödblårandigt
- Spelarnamn: Nej
- Övrigt: